# Bernard Berenson
Bernard Berenson, nato Bernhard Valvrojenski (Butrimonys, 26 giugno 1865 – Fiesole, 6 ottobre 1959), è stato uno storico dell'arte e collezionista d'arte statunitense.
Specializzato nel Rinascimento, divenne un'autorità incontrastata nell'attribuzione delle opere, nel tempo in cui queste attrassero l'attenzione dei grandi collezionisti statunitensi. I suoi giudizi all'epoca godettero di vasta e incontestata influenza. Il suo libro I pittori italiani del Rinascimento fu un best seller internazionale. Si ritiene che la moglie Mary abbia dato un contributo notevole a varie sue opere.

## Biografia
Bernhard Valvrojenski nacque nel 1865 da una famiglia ebrea a Butrimonys nel governatorato di Vil'na (Wilna in tedesco, ora Vilnius) Lituania, allora nell'Impero russo. Il padre Albert emigrò con la famiglia a Boston nel 1875 assumendo il cognome Berenson.
Iscrittosi alla Boston University, si distinse ben presto per il suo eccezionale talento e fu ammesso, nel 1884, all'Università Harvard dove proseguì i suoi studi linguistici specializzandosi in letteratura e frequentando allo stesso tempo il Museum of Fine Arts. Qui conobbe gli Studi di Storia del Rinascimento di Walter Pater pubblicati pochi anni prima e la filantropa Isabella Stewart Gardner. Si trasferì in Europa durante il secondo semestre del 1887 grazie a una borsa di studio di Harvard. Visitò Parigi, Londra e Oxford, dove incontrò la futura moglie Mary Whitall Smith, con la quale a poco a poco i suoi interessi puramente letterari finirono per lasciare il passo alle arti figurative e in particolar modo allo studio e alla conoscenza della pittura italiana. Trasferitosi a Firenze nel 1890, Berenson iniziò assieme a Mary una serie di viaggi attraverso la Toscana, l'Umbria, l'Emilia, le Marche e l'Italia settentrionale, che costituiranno il fondamento delle sue eccezionali conoscenze della pittura italiana.
Una volta conclusisi i rapporti con Harvard, benché fosse contrario a percepire commissioni in denaro dalla vendita di opere d'arte, Berenson divenne il consulente di famosi collezionisti americani, tra i quali Isabella Stewart Gardner, John G. Johnson, Colnaghi, il mercante Joseph Duveen, Joseph Widener, Carl Hamilton e la ditta Wildenstein, con la quale si associò dopo la seconda guerra mondiale. Intorno al 1894, egli pubblicò a Londra e a New York un primo nucleo di volumi, più noti con i titoli delle successive edizioni: Italian Pictures of the Renaissance (1932), Florentine Painters of the Renaissance (1896), The Central Italian Painters of the Renaissance.
Nel 1891 si fece battezzare nel monastero benedettino di Monte Oliveto. Il 29 dicembre del 1900 Berenson sposò Mary, cattolica, nella cappella di Villa I Tatti a Firenze. La villa, prima affittata e acquistata poi negli anni a venire, diventò la dimora stabile dei coniugi e rappresentò per tutti gli studiosi italiani e stranieri di passaggio a Firenze una tappa obbligatoria per ammirare la ricchissima collezione e la straordinaria biblioteca di Bernard.: divenuta sede della collezione di opere d'arte, fotografie e libri raccolti da Berenson e Mary, è oggi amministrata dall'Università Harvard.
Incominciò a lavorare facendo concorrenza alle guide ufficiali nei musei, e ben presto si fece una fama di conoscitore e di esperto in perizie di arte antica. Nel 1895, in occasione di una mostra di dipinti veneti provenienti da collezioni private, pubblicò una specie di emendamento al catalogo ufficiale: di 33 dipinti di Tiziano esposti ne riconobbe autentico soltanto uno, rifiutò 18 Giorgione, e così via.
Intanto continuò a pubblicare le sue opere: attività che proseguì fino al giorno della morte, nella sua villa fiesolana, ormai famoso in tutto il mondo come il più grande conoscitore d'arte italiana.
Nel 1903, fu pubblicato a Londra il lavoro di ricerca più sostanzioso di Berenson: The Drawings of the Florentine Painters, Classified, Criticised, and the Studied as Documents in the History and Appreciation of Tuscan Art with a Copians Catalogue Raisonné, in due volumi. Anche nel lungo periodo delle due guerre, Villa I Tatti continuò ad essere quel privilegiato salotto d'incontro che era stato fino dalla sua primitiva costituzione, noto in tutto il mondo, in cui ci si recava per discorrere amabilmente col suo fondatore e la sua compagna, dei quali era ammirata la profonda cultura e la conoscenza storico artistica. Bernard morì il 6 ottobre 1959 e venne sepolto vicino alla moglie, deceduta nel maggio del 1945, in quella stessa cappella dove si erano sposati.
Berenson fu anche il primo ad apprezzare ed a sostenere l'arte post-impressionista di Cézanne e di Matisse, dando così un contributo inestimabile ad una corretta valutazione di questa esperienza dell'arte contemporanea.

## Contributi alla critica e storia dell'arte

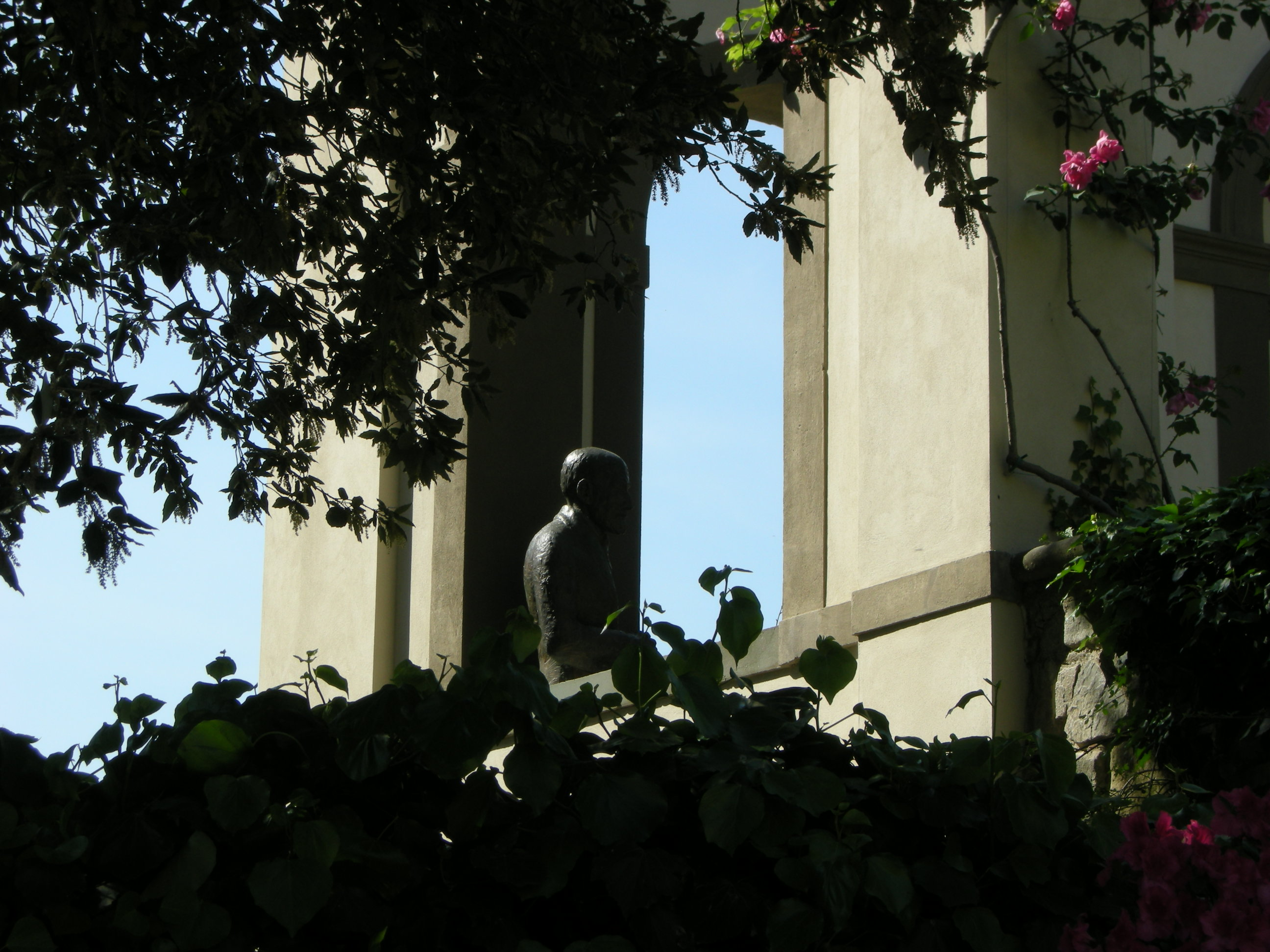
Statua di Berenson nella loggetta di Villa I Tatti, Firenze

I suoi studi partono da una constatazione ben precisa ereditata dalla concezione artistica di Giovanni Morelli: lo studio dell'opera d'arte non si deve limitare allo studio soggettivo del singolo conoscitore, ma deve essere arricchito con una serie di materiali.
Berenson distingueva, in un'opera d'arte, l'elemento decorativo da quello illustrativo, e mentre il primo rappresenta la forma, la materia pittorica e il modellato, il secondo esprime il valore rappresentato dall'oggetto in funzione del contesto storico-culturale e delle inclinazioni mentali, sentimentali del soggetto.
La grande importanza di Berenson risiede soprattutto nei canoni critici da lui proposti nei lavori intitolati Pittori fiorentini (1896) e Pittori italiani del Rinascimento (1932), basati sul riconoscimento nell'opera d'arte di "valori tattili" e di "valori di movimento".
Berenson sosteneva che i materiali si dividono in:
- documenti contemporanei
- documenti letterari
- l'opera d'arte

Tra gli altri lavori più significativi pubblicati da Berenson, si annoverano: Tre saggi sul metodo, la serie sullo Studio e la critica dell'arte italiana, Estetica, etica e storia nelle arti della rappresentazione visiva. Ben nutrito è il numero di monografie, da Il Caravaggio a Piero della Francesca, così come gli estratti dai Diari. La maggior parte delle sue opere furono pubblicate negli Stati Uniti ed ebbero varie edizioni.

## Opere
- I pittori italiani del Rinascimento, traduzione di Emilio Cecchi, Milano, Hoepli, 1936-1948. - Sansoni, Firenze 1952-1990 - BUR, Milano 2001.
- Sassetta. Un pittore senese della leggenda francescana, traduzione di A. Malavasi, Firenze, Electa, 1946. - Abscondita, 2015.
- Metodo e attribuzioni, Firenze, Arnaud Editore, 1947.
- Estetica, etica e storia nelle arti della rappresentazione visiva, traduzione di Mario Praz, Firenze, Electa, 1948. - Leonardo, Milano 1990; Abscondita, Milano 2009-2015.
- Abbozzo per un autoritratto, Firenze, Electa, 1949.
- Del Caravaggio, delle sue incongruenze e della sua fama, trad. di Luisa Vertova, Electa, Firenze 1950; Leonardo, Milano 1994; col titolo Caravaggio, Leonardo, Milano 1994; Abscondita, Milano 2006-2017.
- Echi e riflessioni. Diario 1941-1944, Quaderni della Medusa, Milano, Mondadori, 1950.
- Piero della Francesca, o Dell'arte non eloquente, trad. di Luisa Vertova, Electa, Firenze 1950; Abscondita, Milano 2007-2014; Introduzione di Vittorio Sgarbi, La nave di Teseo, Milano 2019, ISBN 978-88-934-4673-0.
- Vedere e sapere, trad. di Luisa Vertova, Electa, Firenze 1951; Abscondita, Milano 2012-2016.
- L' Arco di Costantino o Della decadenza della forma, trad. di Luisa Vertova, Electa, Firenze 1952; Abscondita, Milano 2007,
- Lotto, trad. di Luisa Vertova, Electa, Milano 1954; Leonardo, Milano 1990; Abscondita, Milano 2008-2017.
- Pagine di diario. Viaggio in Sicilia. Raccolta di saggi diretta da Nicki Mariano, traduzione di Arturo Loria, Milano, Electa, 1955.
- Valutazioni 1945-1956, Prefazione di Nicky Mariano, trad. e cura di Arturo Loria, Milano, Electa, 1957.
- Pagine di diario. (vol.I: Pellegrinaggi d'arte;  vol.II: Letteratura-Storia-Politica), Milano, Electa, 1958-1959. - Abscondita, Milano 2012
- Pitture italiane del Rinascimento. La Scuola Veneta (2 voll.), London-Firenze, Phaidon-Sansoni, 1958.
- I disegni dei pittori fiorentini (2 voll.), traduzione di L.Vertova Nicolson, Firenze, Electa, 1961.
- Tramonto e crepuscolo. Ultimi diari 1947-1958 (Sunset and Twilight, 1963), traduzione di Alda Anrep, Prefazione di Emilio Cecchi, Milano, Feltrinelli, 1966.
- Viaggio in Sicilia, a cura di Arturo Loria, Milano, Leonardo, 1992. - SE, Milano 2011-2018.
- L'amico di Sandro, traduzione di B. Agosti, Milano, Mondadori Electa, 2006, ISBN 978-88-370-4006-2.
- B.Berenson e Mary Berenson, In Calabria, a cura di Vittorio Cappelli, Soveria Mannelli (Cosenza), Rubbettino, 2008.
- Pellegrinaggi d'arte, a cura di Arturo Loria, con uno scritto di Emilio Cecchi, Milano, Abscondita, 2012-2019, ISBN 978-88-8416-362-2.

### Epistolari
- (con Clotilde Marghieri) Lo specchio doppio. Carteggio 1927-1955, trad. di Margherita Guidacci, Rusconi, Milano 1981
- (con Roberto Longhi) Lettere e scartafacci, 1912-1957, a cura di Cesare Garboli e Cristina Montagnani, Adelphi, Milano 1993
- (EN) The Letters between Bernard Berenson and Charles Henry Coster, a cura di G. Constable, Firenze, Olschki, 1993.
- My Dear BB: The Letters of Bernard Berenson and Kenneth Clark, 1925-1959, edited and annotated by Robert Cumming, Yale University Press, 2015.

## Archivio e biblioteca personale
Le carte dell'archivio Bernard Berenson, sono conservate a Firenze presso Villa I Tatti nella Biblioteca Berenson del The Harvard University Center for Italian Renaissance studies. Fino al 1994 solo la corrispondenza era stata ordinata alfabeticamente, mentre il resto del materiale era solo in parte riordinato e accompagnato da elenchi. Fra il 1994 e il 2002 tutto il fondo è stato ulteriormente ordinato da Jacalyn Blume e dotato di un inventario cartaceo consultabile in loco.
Le opere d'arte di Bernard Berenson, con lui salvate durante la guerra nella villa "Le Fontanelle" del marchese Filippo Serlupi Crescenzi ministro plenipotenziario di San Marino presso la Santa Sede, sono state da lui donate al The Harvard Center for Italian Renaissance Studies a villa I Tatti a Firenze.